# Pamphlebia interrupta
Pamphlebia interrupta är en fjärilsart som beskrevs av Max Joseph Bastelberger 1908. Pamphlebia interrupta ingår i släktet Pamphlebia och familjen mätare. Inga underarter finns listade i Catalogue of Life.